# Frontière entre la Guinée et la Guinée-Bissau

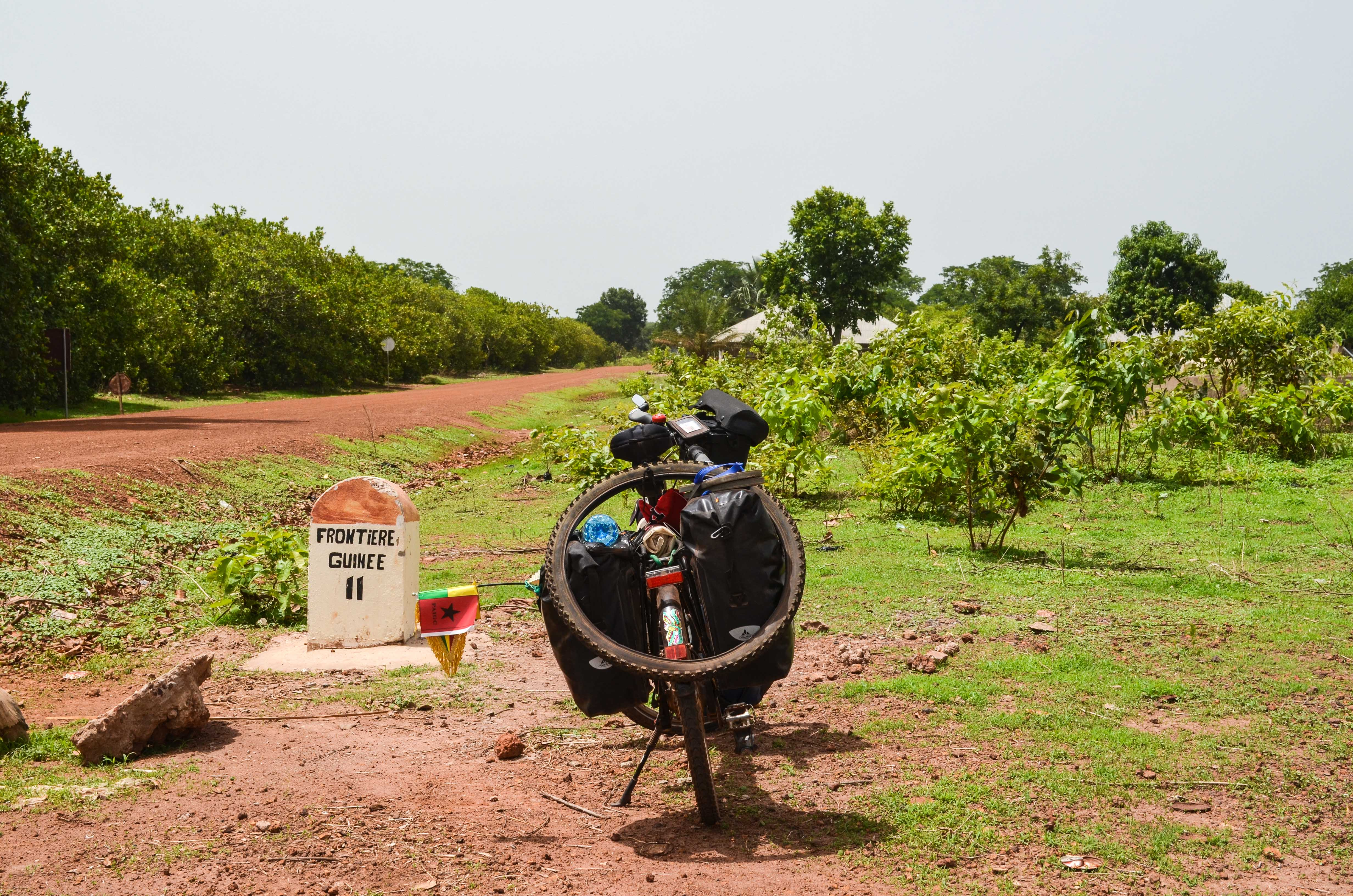
À proximité de la frontière

La frontière entre la Guinée et la Guinée-Bissau est la frontière séparant la Guinée et la Guinée-Bissau.

## Caractéristiques
Cette frontière présente un danger modéré et est classée comme zone déconseillée, sauf raison impérative par le ministère des affaires étrangères français. En effet, la frontière est en grande partie boisée de bois précieux et peut faire l'objet de tensions. De plus, certaines mines peuvent encore être présentes, car non déminées. Le danger est plus grand sur les axes secondaires non bitumés.

## Frontière maritime
La délimitation de la frontière maritime entre la Guinée et la Guinée-Bissau n'a pas été l'objet de la convention d'échange du 12 mai 1886 entre la France et le Portugal. Une commission mixte des deux pays a délimité le 14 février 1985 la frontière à partir de l'intersection du thalweg du Cajet et du méridien à 15° 06' 30" de longitude ouest.